# Rmeish
Rmeich (en arabe : رميش), parfois Rmaych, est un village libanais situé au Liban du Sud, dans le district de Bint-Jbeil près de la frontière israélo-libanaise.
Grâce aux ruines trouvées dans le village, on peut voir que la zone était occupée par les Romains et les Croisés à un certain moment dans l'histoire.

## Églises

### Église Saint-Georges
Elle a été construite dans les années 1700, et a ensuite été détruite en 1787 et en 1806 elle est à nouveau reconstruite. L'église a résisté au tremblement de terre qui a détruit le village en 1873.
Entre 1925 et 1929, elle a été démolie et reconstruite sur un terrain plus grand.

### Église de la Transfiguration
Dans les années 1970, en raison de la grande croissance démographique du village et du fait que l'extension de l'église Saint-Georges était impossible, les habitants de Rmeich décident de construire une nouvelle église. La construction a commencé en 1982 pour se terminer au début des années 2000.

### Monastère Notre-Dame-de-l'Annonciation
La construction du monastère a été approuvée en 1983. En 1986, la construction a été terminée. Il s'agit du premier couvent maronite du sud du sud du Liban.

## Personnalités liées au village
- François El-Hajj